# Liste d'éponymes utilisés en anatomie humaine
Cette page liste les éponymes utilisés en anatomie humaine.
- Haut – A
- B
- C
- D
- E
- F
- G
- H
- I
- J
- K
- L
- M
- N
- O
- P
- Q
- R
- S
- T
- U
- V
- W
- X
- Y
- Z
- 0-9

## A
- Achille, tendon d' : Tendon calcanéen - Achille
- Adam, Pomme d' : Proéminence laryngée - Adam
- Adamkiewicz, artère d' : Artère radiculaire antérieure - Albert Adamkiewicz (1850 - 1921)

## B
- Baréty, loge de : Espace pré-trachéal droit - Alexandre Baréty (1844 - 1918)
- Bartholin, glande de : Glande vestibulaire majeure - Caspar Bartholin le jeune (1655 - 1738)
- Bauhin, valvule de : Valvule iléo-cæcale - Gaspard Bauhin
- Bichat, fente de - Xavier Bichat (1771 - 1802)
- Boyden, sphincter de : Muscle sphincter supérieur du conduit cholédoque
- Buck, fascia de : Fascia profond du pénis - Gaspard Buck
- Burdach, faisceau de : Faisceau cunéiforme - Karl Friedrich Burdach (1776 - 1847)

## C
- Calot, triangle de : Triangle hépatobiliaire - François Calot (1861 - 1944)
- Charles Bell, nerf de : Nerf thoracique long - Charles Bell (1774 - 1842)
- Chassaignac, tubercule de : Tubercule carotidien (tubercule antérieur du processus transverse de C6) - Édouard Chassaignac
- Chopart, articulation de : Articulation médio-tarsienne - François Chopart (1743 - 1795)
- Couinaud, segmentation hépatique de : Segmentation hépatique - Claude Couinaud (1922 - 2008)
- Cruveilhier, articulation de : Articulation atloïdo-odontoïdienne - Jean Cruveilhier (1791 - 1874)
- Cruveilhier, canal de : Canal brachial - Jean Cruveilhier (1791 - 1874)

## D
- Darwin, tubercule de : Tubercule auriculaire - Charles Darwin (1809 - 1882)
- Dénucé, ligament de : Ligament carré - Paul Dénucé (1824 - 1889)
- Douglas, cul de sac de : Cul de sac recto-vaginal / recto-vésical - James Douglas (1675-1742)

## E
- Eckhard, nerf érecteur d' : Nerf érecteur - Conrad Eckhard (1822 - 1905)
- Edinger-Westphal, noyau d' : Noyau oculomoteur accessoire - Ludwig Edinger (1855 - 1918) / Carl Westphal (1833 - 1890)
- Eustache, trompe : Trompe auditive - Barthélémy Eustache (1500 - 1574)
- Eustache, valvule : Valvule de la veine cave inférieur - Barthélémy Eustache (1500 - 1574)

## F
- Fallope, trompe de : Trompe utérine - Gabriel Fallope (1523 - 1562)
- Farrabeuf, tronc veineux de : Tronc veineux thyro-lingo-facial - Louis Hubert Farrabeuf (1841 - 1910)

## G
- Gasser, ganglion de : Ganglion trigéminal - Johann Laurentius Gasser (1723 - 1765)
- Gerdy, tubercule de : Tubercule infra-condylaire - Pierre Nicolas Gerdy (1797 - 1856)
- Glisson, capsule de : Capsule hépatique - Francis Glisson
- Goll, faisceau de : Faisceau gracile  - Friedrich Goll (1829 - 1903)
- Guyon, canal de : Canal ulnaire - Félix Guyon (1831- 1920)

## H
- Hartmann, poche de : Henri Hubert Vadim Hartmann
- Heschl, gyrus de : Gyrus temporal transverse - Richard Ladislaus Heschl (1824 - 1881)
- Heubner, artère récurrente d': artère striée médiale dorsale - Otto Heubner (1843 - 1926)
- HIlton, ligne de : Ligne ano-cutanée
- His, angle de : Angle œso-gastrique
- His, faisceau de : Faisceau atrio-ventriculaire - Wilhelm His
- Hunter, canal de : Canal fémoral

## J
- Jacobson, nerf de : Nerf tympanique
- Juvara, boutonnière de

## K
- Kohn, pore de : Communication inter-alvéolaire

## L
- Lallouette, lobe de : Lobe pyramidal de la thyroïde - Pierre Lalouette (1711 - 1792)
- Larrey, fente de : Trigone sterno-costal du diaphragme - Dominique-Jean Larrey (1766 - 1842)
- Lejars, semelle de : Réseau veineux plantaire
- Lisfranc, interligne de : Articulation tarso-métatarsienne - Jacques Lisfranc (1790 - 1847)
- Lisfranc, tubercule de : Tubercule du scalène antérieur - Jacques Lisfranc (1790 - 1847)
- Lister, tubercule de : Tubercule dorsal de l'épiphyse distal du radius
- Louis, angle de : Angle sternal - Antoine Louis (1723 - 1792)
- Lund, nœud de : Nœud lymphatique de la vésicule biliaire - Fred Bates Lund (1865 - 1950)
- Luschka, foramens de : Foramen latéraux du 4ème ventricule - Hubert von Luschka (1820 - 1875)
- Luys, noyau de : Noyau subthalamique - Jules Bernard Luys (1828 - 1897)

## M
- Magendie, foramen de : Ouverture médiane du 4ème ventricule - François Magendie (1783 - 1855)
- Malgaigne, ligne de
- Mascagni, nœud de
- Meckel, cavum de : Cavum trigéminal
- Meckel, diverticule de
- Meibomius, glandes de : Glandes tarsales de la paupière
- von Monakov, faisceau de : Faisceau rubro-spinal - Constantin von Monakov (1853 - 1930)
- Monro, foramen de : Foramen interventriculaire
- Morgagni, Hydatide de : Hydatide testiculaire
- Morgagni, sinus de
- Morgagni, ventricule de
- Morison, espace de

## N
- Nelson, bronche de : Bronche segmentaire apicale supérieure

## O
- Oddi, sphincter d' : Muscle sphincter de l'ampoule hépato-pancréatique - Ruggero Oddi (1864 - 1913)

## P
- Pacchioni, foramen de : Incisure de la tente du cervelet
- Pacchioni, granulation de : Granulations arachnoïdiennes
- Parks, ligament de
- Pecquet, citerne de : Citerne du chyle - Jean Pecquet (1622 - 1674)
- Percheron, artère de
- Poupart, ligament de : Ligament inguinal  - François Poupart (1661-1709)

## R
- Ramsay - Hunt, zone de : Zone sensitive du nerf facial
- Ranvier, puits de
- Rolando, scissure : Sillon central du cerveau
- Rosenmüller, fossette de : Récessus latéral du rhinopharynx (cavum) - Johann Christian Rosenmüller (1771 - 1820)

## S
- Santorini, canal de : Canal pancréatique accessoire - G. Santorini (1681 - 1737)
- Scarpa, triangle de : Trigone fémoral - Antonio Scarpa (1752 - 1832)
- Sédillot, triangle : Voir Muscle sterno-cléïdo-mastoïdien - Charles-Emmanuel Sédillot (1804 - 1883)
- Skene, glande de : Glande para-urétrale - Alexander Skene (1838 - 1900)
- Spiegel, lobe de : Lobe caudé du foie - Adriaan Van de Spiegel (1578 - 1625)
- Sténon, canal de : Conduit parotidien - Nicolas Sténon (1638 - 1686)
- Struthers, arcade de : John Struthers (en)(1823-1899)
- Sylvius, Aqueduc de - Aqueduc du mésencéphale - Jacques Dubois (1478 - 1555)
- Sylvius, Scisurre de : Sillon latéral du cerveau - Jacques Dubois (1478 - 1555)

## T
- Thébésius, valvule de
- Toldt, fascia de
- Treitz, fascia de
- Tuffier, ligne de

## V
- Varole, pont de : Pont du tronc cérébral - Costanzo Varolio (1543 - 1575)
- Valsalva, sinus de
- Vater, ampoule de : Ampoule hépato-pancréatique
- Velpeau, trou carré de

## W
- Waldeyer, anneau de
- Willis, polygone de : Cercle artériel cérébral - Thomas WIllis (1621 - 1675)
- Wirsung, conduit de
- Winslow, foramen de
- Wrisberg, nerf de : Nerf intermédiaire - Heinrich August Wrisberg (1739 - 1808)

## Z
- Zuckerkandl, fascia de : Fascia rénal postérieur
- Zinn, Anneau de : Anneau tendineux commun - Johann Gottfried Zinn (1727-1759)